# Alain Robert (homme politique)
Pour les articles homonymes, voir Alain Robert et Robert.
Alain Robert, né le 9 octobre 1945, est un homme politique français.

## Biographie

### Années 1960
Alain Robert commence par adhérer à la Fédération des étudiants nationalistes, dont il gère la section parisienne en compagnie de Gérard Longuet et d'Alain Madelin.
En 1964, il adhère au mouvement Occident aux côtés de Christian de Bongain, François Brigneau, Patrick Devedjian, Gérard Longuet ou encore Alain Madelin.
À partir de juin 1966, après avoir soutenu la candidature de Jean-Louis Tixier-Vignancour à la présidentielle de 1965, il fait partie des dix membres du nouveau « secrétariat central » du mouvement.
Le 12 janvier 1967, Alain Robert participe à un commando d'Occident qui attaque des étudiants d'extrême gauche du Comité Vietnam national à l'université de Rouen,. Parmi les nombreux blessés, Serge Bolloch – il deviendra vingt ans plus tard journaliste au Monde – est dans le coma, le crâne fracassé. Le 12 juillet 1967, Alain Robert est condamné à huit mois de prison avec sursis et 500 F d'amende comme co-auteur de « violence et voies de fait avec armes et préméditation, », avec douze autres militants d'extrême droite, dont Patrick Devedjian, Gérard Longuet et Alain Madelin.
Après la dissolution d’Occident par le Conseil des ministres en octobre 1968, il devient le premier président du Groupe union défense, puis intègre l'année suivante l'équipe dirigeante d'Ordre nouveau, un mouvement néofasciste qui ambitionne alors de fédérer l'extrême droite française.

### Années 1970
En 1972, il participe à la création du Front national (FN), un mouvement destiné à élargir l'audience d'Ordre nouveau, en demandant à Jean-Marie Le Pen de se joindre à eux et de prendre le poste de président. Il occupe quant à lui le poste de secrétaire général.
En septembre 1973, peu après la dissolution d'Ordre nouveau, il crée la revue Faire front avec Pascal Gauchon et les Comités faire front avec François Brigneau. Le premier numéro de Faire front appelle à rejoindre le Front national et le second se présente comme le « Journal du Front national ».
Alain Robert propose ensuite à Jean-Marie Le Pen que son mouvement fusionne avec le FN à la condition qu'il obtienne les deux tiers des sièges du bureau politique et du comité directeur, ce que Jean-Marie Le Pen refuse alors qu'il était d'abord favorable à une fusion. En outre, la mouvance d'Alain Robert lui reproche « d'avoir fait du FN une machine électorale à usage personnel ». Jean-Marie Le Pen décide dès lors d'exclure Alain Robert du FN en se réfugiant derrière le refus de ce dernier de démissionner du poste de secrétaire général des Comités faire front, présenté comme incompatible avec le même poste au FN ; il est remplacé par Dominique Chaboche.
À la fin de 1973, il y a en fait deux FN : 
- l’un est présidé par Le Pen,
- l’autre est dirigé par Robert qui représente l'aile jeune et nationaliste.

L’affaire est portée devant les tribunaux et Jean-Marie Le Pen gagne sa cause, ce qui l’autorise à revendiquer l’étiquette FN.
En décembre 1973, Faire Front annonce un meeting en soutien au coup d’État du général Pinochet au Chili. Les deux formations s'opposent ouvertement l'une à l'autre et se livrent, selon Roland Gaucher, des « guérillas fratricides ».
En 1974, les Comités faire front participent contre finances à la campagne présidentielle de Valéry Giscard d'Estaing, lui procurant en particulier son service d’ordre. En novembre 1974, Alain Robert prend part à la création du Parti des forces nouvelles (PFN), qui porte à sa tête Pascal Gauchon.

### Années 1980
En 1981, Alain Robert rompt avec la droite nationaliste pour rejoindre le Centre national des indépendants et paysans (CNIP, droite libérale) dirigé par Philippe Malaud, Raymond Bourgine et Michel Junot. Il en devient le secrétaire général adjoint.
Devenu ami de Charles Pasqua, il mène ensuite une carrière au sein du RPR puis de l'UMP. Après avoir rejoint le RPR, il collabore constamment avec Charles Pasqua, au conseil général des Hauts-de-Seine ou en se portant candidat, à sa demande, dans diverses circonscriptions de la banlieue parisienne.
En juin 1981, il se présente aux élections législatives à Aulnay-sous-Bois/Blanc Mesnil, investi par l’Union RPR-UDF-CNIP. Il est élu en 1983 conseiller municipal du Blanc-Mesnil en Seine-Saint-Denis.
Il est cofondateur de « Solidarité et défense des Libertés » avec Alice Saunier-Seité, Charles Pasqua, Alain Griotteray, Jacques Médecin et Raymond Bourgine en 1984. L'année suivante, il est élu conseiller général RPR-CNIP de la Seine-Saint-Denis, dans le canton de Montreuil-Ouest, ancien fief de Jacques Duclos.
En 1986, il est élu conseiller régional d’Île-de-France RPR-CNIP et nommé au cabinet de Robert Pandraud, au ministère de l'Intérieur puis au cabinet de Charles Pasqua. Il adhère au RPR, où il est nommé secrétaire national à la formation en 1987.
Puis il participe activement, aux côtés de Franck Borotra, à la campagne présidentielle de Jacques Chirac en 1988.
En 1989, Alain Robert devient secrétaire général du Mouvement national des élus locaux (MNEL), présidé par Jean-François Pintat puis par Alice Saunier-Seïté. Il conserve ce poste sous la présidence d'André Santini.

### Après 1990
Lors des élections régionales de 1992, il est réélu conseiller régional d'Île-de-France (RPR) et entre l'année suivante au cabinet de Charles Pasqua au ministère de l’Intérieur. En 1993, il est candidat d’union RPR/UDF aux élections législatives de Bagneux-Montrouge-Malakoff (92).
En 1994, Alain Robert est nommé membre du Conseil économique et social, comme « personnalité qualifiée ».
En 1995, il est élu conseiller municipal avec la liste « Ensemble pour changer Bagneux ». Il était possible de retrouver sur cette liste une ex-Miss France et Yann Leriche fonctionnaire à la direction générale des services en mairie et petit-fils de l'ex-maire PCF de la ville de Bagneux. Il fait partie du cabinet de Charles Pasqua, président du conseil général des Hauts-de-Seine en 1996, et participe à la création du Rassemblement pour la France, dont il est membre du bureau politique et candidat sur sa liste aux élections européennes de 1999. Il est également responsable de la fédération de Paris.
Il rejoint ensuite l'Union pour un mouvement populaire (UMP) et continue ensuite d'occuper des fonctions au MNEL, en tant que délégué général.  C'est un des animateurs du Cercle Iéna, fondé par d’anciens dirigeants d’Ordre nouveau.